# Ibis chauve
Geronticus eremita
Espèce
Statut de conservation UICN

END : En danger
Statut CITES
Statut CITES
L'Ibis chauve (Geronticus eremita), aussi appelé Ibis érémite, est une espèce d'oiseaux de la famille des threskiornithidés. Contrairement aux autres ibis qui nichent dans les arbres ou au niveau du sol dans les zones humides, il vit en colonies sur des parois rocheuses semi-arides et sur des falaises côtières.
Cet ibis long de 60 à 80 cm, à la tête chauve, au plumage noir-bleuté, au long bec courbe et rouge, pond deux ou trois œufs dans un nid fait de branchages et se nourrit de lézards, d'insectes et autres petits animaux.
Très répandu autrefois à travers le Moyen-Orient, l'Afrique du Nord et le Sud de l'Europe, avec le plus ancien fossile connu datant d'au moins 1,8 million d'années, il a disparu d'Europe il y a 300 ans, et est maintenant considéré comme en danger critique. Il était connu en Égypte où il avait un important rôle symbolique. Il y a encore environ 500 ibis chauves sauvages vivant au sud du Maroc, et moins de 10 en Syrie, où il a été redécouvert en 2002. Il a été déclaré comme une des 100 espèces les plus menacées du monde.
Pour lutter contre ce reflux, des programmes de réintroduction ont été institués ces dernières années, avec une colonie de reproduction en semi-liberté en Turquie, ainsi que des sites en Autriche et en Espagne.
Les raisons de ce long déclin ne sont pas claires, mais la chasse, la disparition de leur habitat d'alimentation et l'empoisonnement par les pesticides ont été impliqués dans la disparition rapide des colonies au cours des dernières décennies. Il fait partie de la liste des 100 espèces les plus menacées au monde établie par l'UICN en 2012.

## Histoire évolutive
L’espèce considérée comme la plus ancienne dans la lignée des ibis chauves est Geronticus perplexus, du Miocène (il y a 12 ou 14 millions d’années), qui fut décrite à partir d’un fragment d’humérus découvert à Sansan (France). Cette espèce fut initialement décrite comme un héron.
Un article de 2010 décrit le gisement d’Ahl al Oughlam, à Casablanca, qui date d’il y a 2,5 millions d’années et où des vestiges d’une autre espèce ont été découverts. Cette nouvelle espèce est nommée G. olsoni.
En 1998, on décrit en Bulgarie G. balcanicus, datant d’il y a 1,85 million d’années et on le considère dans la lignée de G. eremita ; ils seraient probablement conspécifiques.
Quelques années plus tôt, en 1996, l’existence d’un gisement contenant G. eremita avait été révélée. Il datait de la limite entre le pliocène et le pléistocène, c’est-à-dire d’il y a 1,8 million d’années, sur le site de Casablanca 1 (rien à voir avec la ville homonyme au Maroc), à Almenara, province de Castellón.
Un autre gisement espagnol, cette fois dans la Sierra de Quibas, Murcie, contient aussi des restes d’ibis chauve, selon une publication de 1999. Cette fois, il s’agit de restes plus récents, du Pléistocène supérieur, datant d’il y a entre un et 1,3 million d’années, dans ce qui fut probablement un habitat ouvert constitué de buissons, semblable, quoique plus humide, à celui d’aujourd’hui et comportant des zones de bois et des zones humides. Au Pléistocène moyen, l’oiseau apparaît aussi dans le gisement de Spinagallo, en Sicile. Le gisement de la Cave Pirro-dell’Erba (Foggia), sur la côte adriatique italienne comporte également des restes de cette espèce qui datent d’il y a entre 1,3 et 1,7 million d’années.
Tous ces sites quaternaires du sud de l’Europe s’inscrivent dans le modèle de refuges méditerranéens stables.
Bien plus récents sont les sites découverts à Gibraltar, dans la grotte de Gorham, du Moustérien (il y a 23 780 à 32 560 ans) ; ceux du gisement libyen de Haua Fteah, concernant deux époques, le Moustérien (32 000-70 000 ans) et de l’Ibéromaurusien, (10 600 à 20 000). En comparaison, les vestiges trouvés dans le Massif central français, datant d’il y a environ 2 500 ans, sont beaucoup plus modernes.

## Description

### Dimensions
Les adultes mesurent entre 70 et 80 cm de longueur, pour une envergure allant généralement de 125 à 135 cm.
Il n'y a pas de dimorphisme sexuel au niveau du plumage, mais les mâles sont plus grands que les femelles et, comme dans les autres espèces d'ibis qui vivent en colonie, ont un plus grand bec. Le mâle a plus de succès dans la sélection sexuelle avec un plus grand bec. Les oiseaux des colonies marocaines ont un bec sensiblement plus grand que celui des oiseaux turcs de même sexe.
| Population | Longueur du bec du mâle | Longueur du bec de la femelle |
| ---------- | ----------------------- | ----------------------------- |
| Maroc      | 141,1 mm (5,55 in)      | 133,5 mm (5,25 in)            |
| Turquie    | 129,0 mm (5,08 in)      | 123,6 mm (4,87 in)            |

L'Ibis chauve pèse de 1 à 1,3 kg.

### Morphologie et plumage

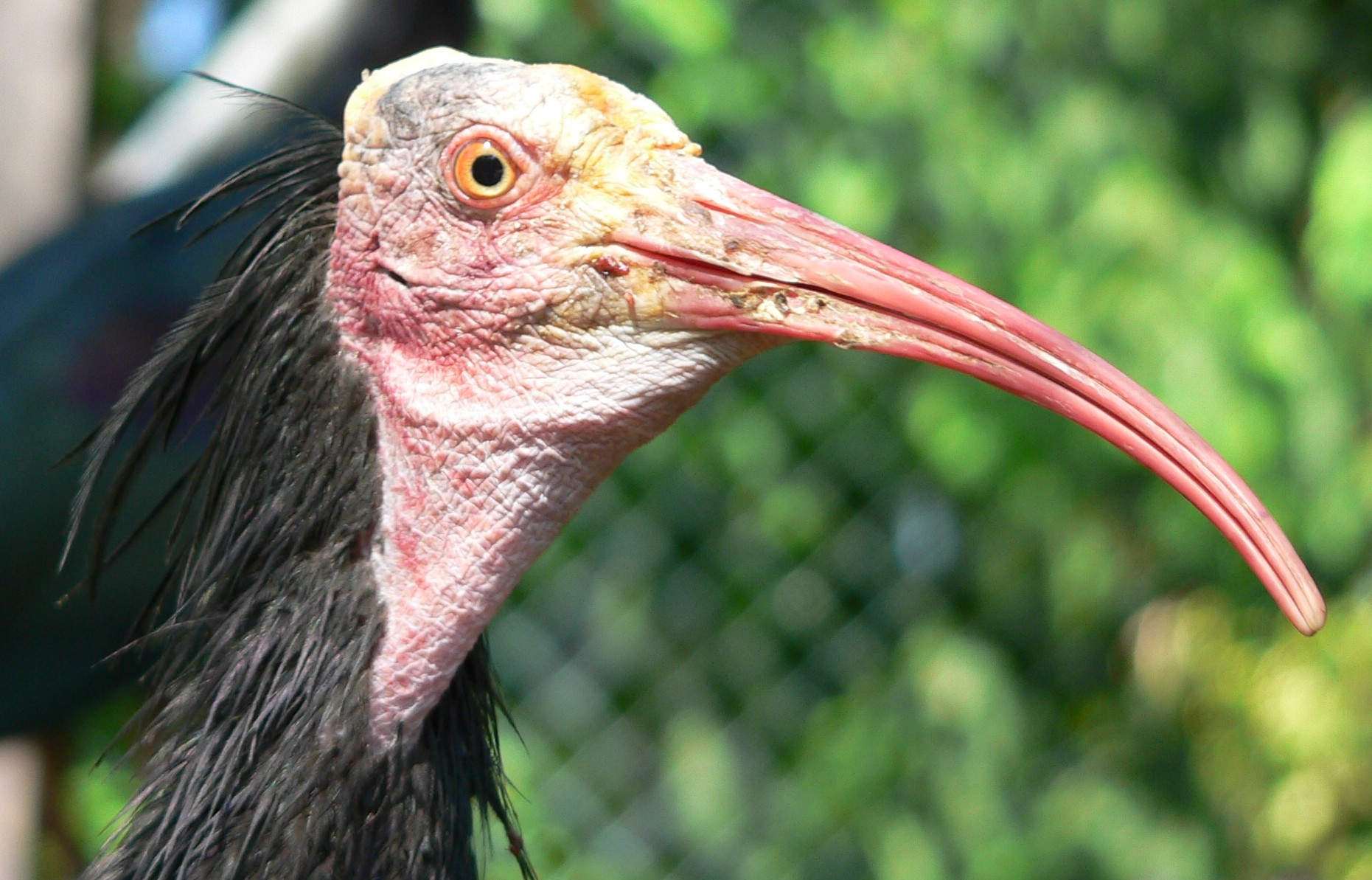
Portrait d'un ibis chauve.

C'est un échassier noir avec des reflets bleutés, verts ou pourprés. Il a la tête et une partie du cou glabres, avec une peau couleur rouge cerise, et gris ardoise sur l'occiput. Il porte une collerette de longues plumes étroites autour de la partie non-glabre de son cou. Son long bec recourbé vers le bas et ses pattes sont rouge vif.

### Espèces similaires
L'ibis chauve peut être aisément distingué de son parent l'Ibis du Cap qui a une tête plus blanche. L'Ibis chauve peut également être confondu avec l'Ibis falcinelle avec lequel il partage en partie sa répartition, mais il est plus grand et trapu que ce dernier. Surtout, le falcinelle n'a pas de surfaces de peau nue à la tête et au cou. En vol, lorsque ces critères ainsi que la couleur du bec sont plus difficilement visibles, l'Ibis chauve a des ailes moins arrondies et un cou plus court, ce qui lui donne un profil différent de l'Ibis falcinelle. Il a également des pattes plus courtes, de sorte qu'en vol elles ne dépassent pas sa queue, contrairement à ce que l'on observe chez l'Ibis falcinelle.

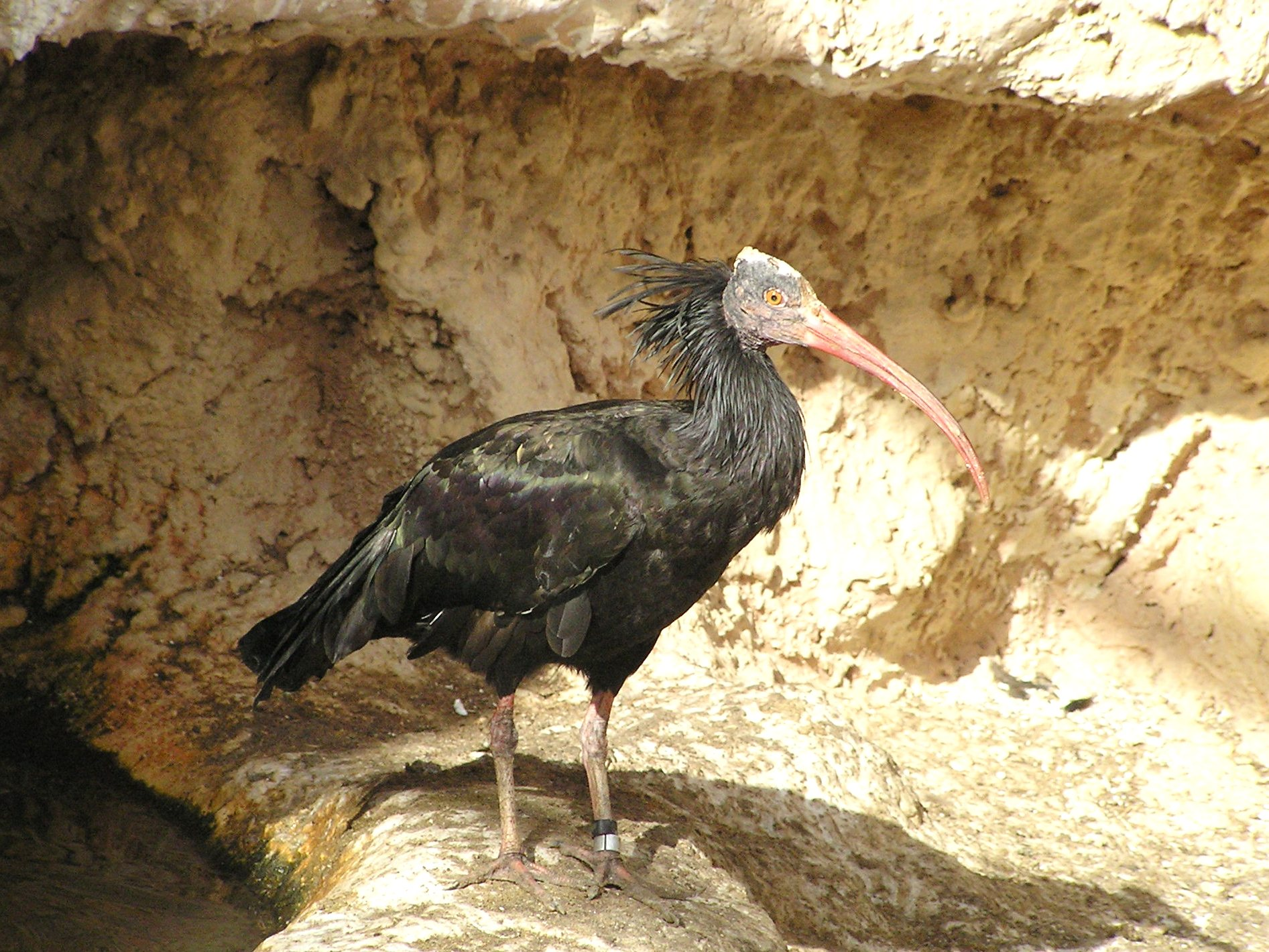
Ibis chauve (Geronticus eremita)
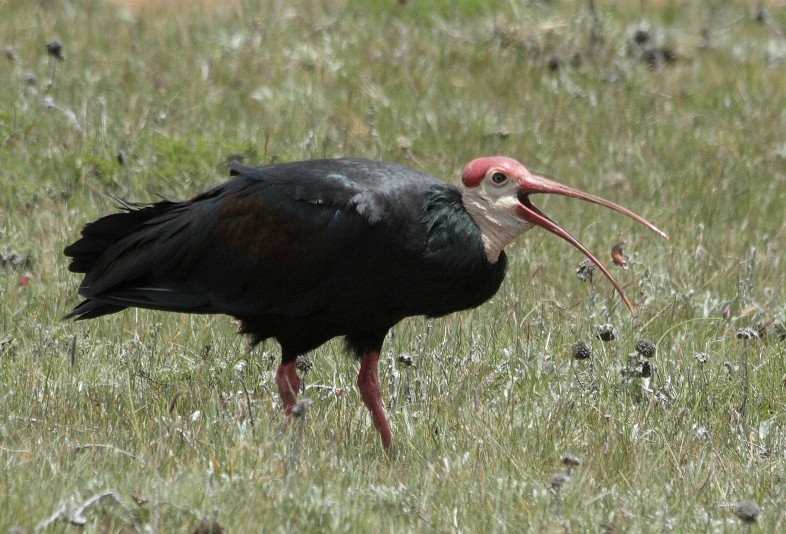
Ibis du Cap (Geronticus calvus)
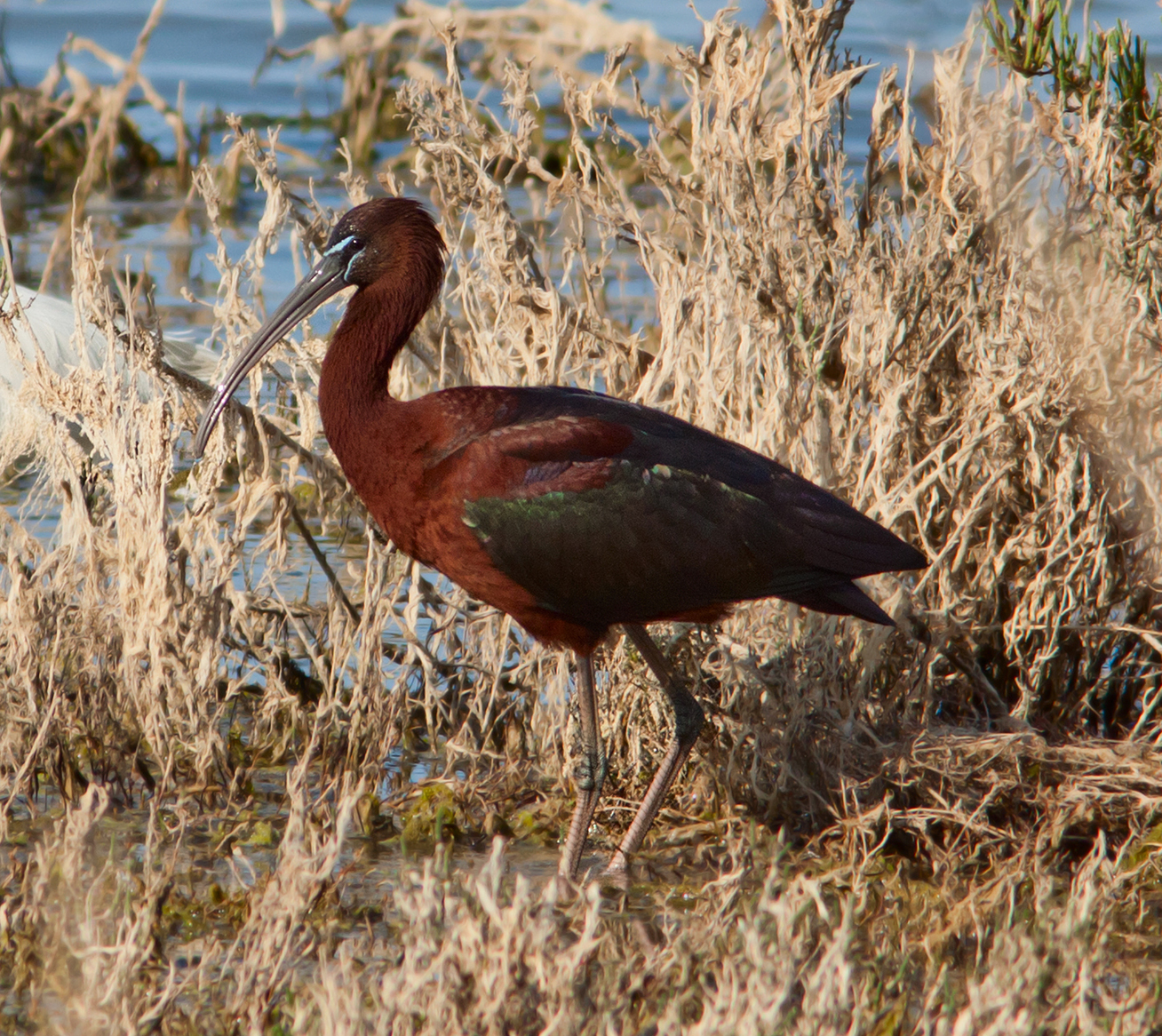
Ibis falcinelle (Plegadis falcinellus)
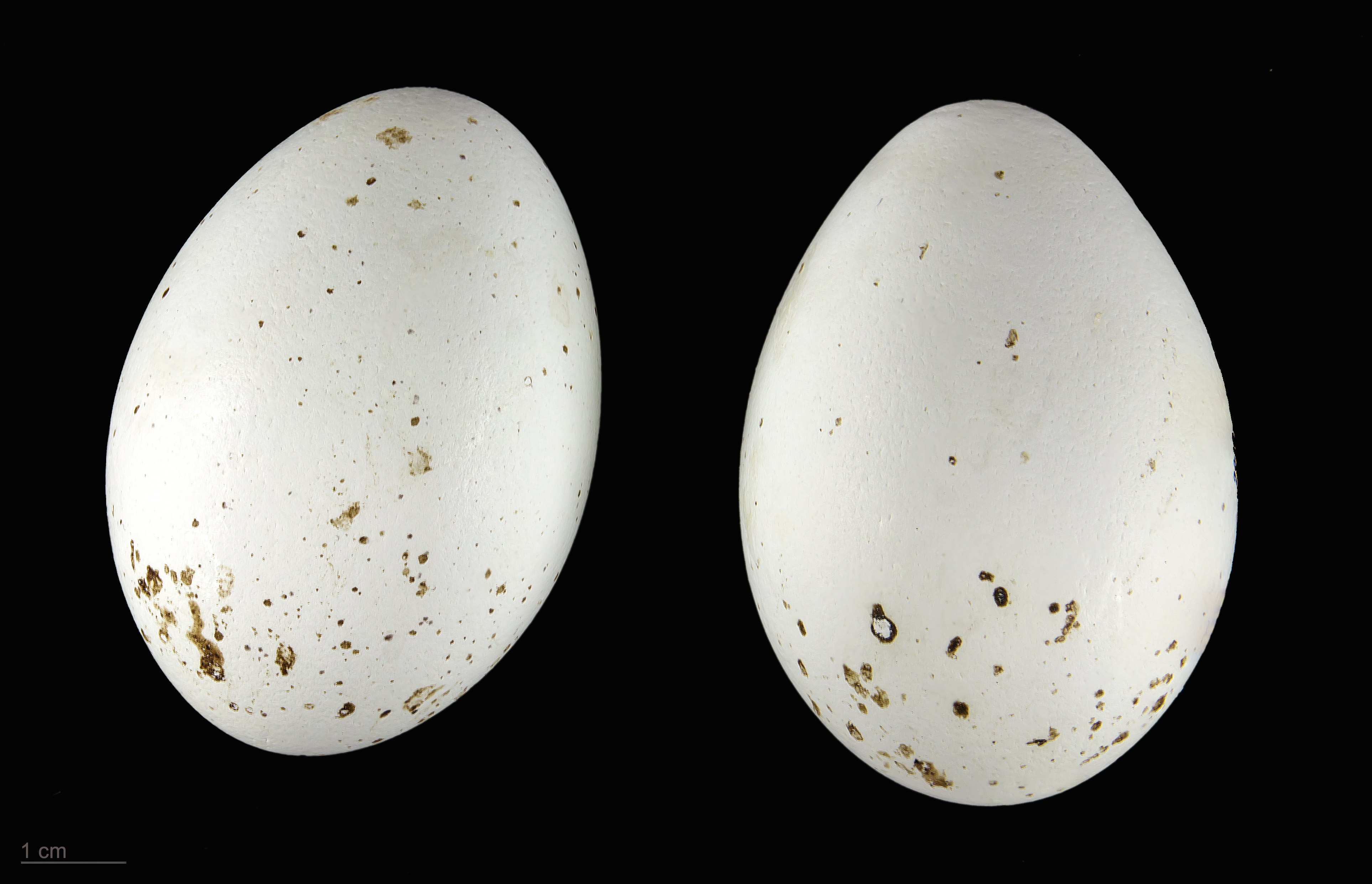
Œuf de Geronticus eremita - Muséum de Toulouse

## Écologie et comportement

### Alimentation

#### Régime alimentaire
Il se nourrit d'insectes (coléoptères, criquets), de scorpions et de petits reptiles et d'amphibiens.

#### Zones de prospection
L'Ibis chauve prospecte notamment les milieux steppiques pour s'alimenter.

## Répartition et habitat

### Distribution géographique
Il a disparu de la quasi-totalité de son aire de répartition qui comprenait le Proche-Orient, le Moyen-Orient et la Turquie, ainsi que la Somalie et l'Éthiopie en hiver. Il existait aussi en Égypte. Les dernières données de reproduction en Algérie datent de la fin des années 1980 et une observation de deux individus a été signalée en 2005. Il se trouvait également en Europe méridionale et dans les Alpes. Les dernières populations sauvages de cet oiseau vivent au Maroc dans le parc national du Souss Massa, leur dernier sanctuaire au sud d'Agadir, mais ils se dispersent beaucoup plus au sud. L'ibis chauve est classé comme espèce en danger critique d'extinction, sa population est estimée à plus de 100 couples, soit plus de 500 individus sauvages. Il fait partie de la liste des 100 espèces les plus menacées au monde établie par l'UICN en 2012.
L'espèce fait l'objet d'un programme de suivi scientifique (notamment à l'aide de balises géolocalisées fixées aux oiseaux) en Afrique du Nord et au Moyen-Orient. 
Une campagne de réintroduction est en cours en Andalousie dans la province de Cadix, dans le cadre du projet « eremita » dont une première phase s'est déroulée sur la période 2003-2008. La colonie située en Andalousie près de Jerez de la Frontera compte 115 oiseaux en 2021. Huit des oiseaux relâchés sont nés en captivité à la Citadelle de Besançon en France,. Certains des ibis relâchés en Espagne ont été repérés au Maroc. Un autre programme est en cours en Autriche avec la création d'une route migratoire jusqu'à la Toscane (Italie) pour que les oiseaux puissent y passer l'hiver. La greffe migratoire est réalisée sur les jeunes oiseaux par des guides en ULM. Depuis 2013 des individus issus du programme autrichien sont observés assez fréquemment dans les Alpes françaises méridionales. Un petit groupe d'ibis a été également observé en Corse en 2017. Quelques individus ont été observés dans les Pyrénées orientales en 2024. 

### Habitat
Il niche sur les corniches rocheuses et se nourrit dans les terrains steppiques.

## L'ibis chauve et les humains

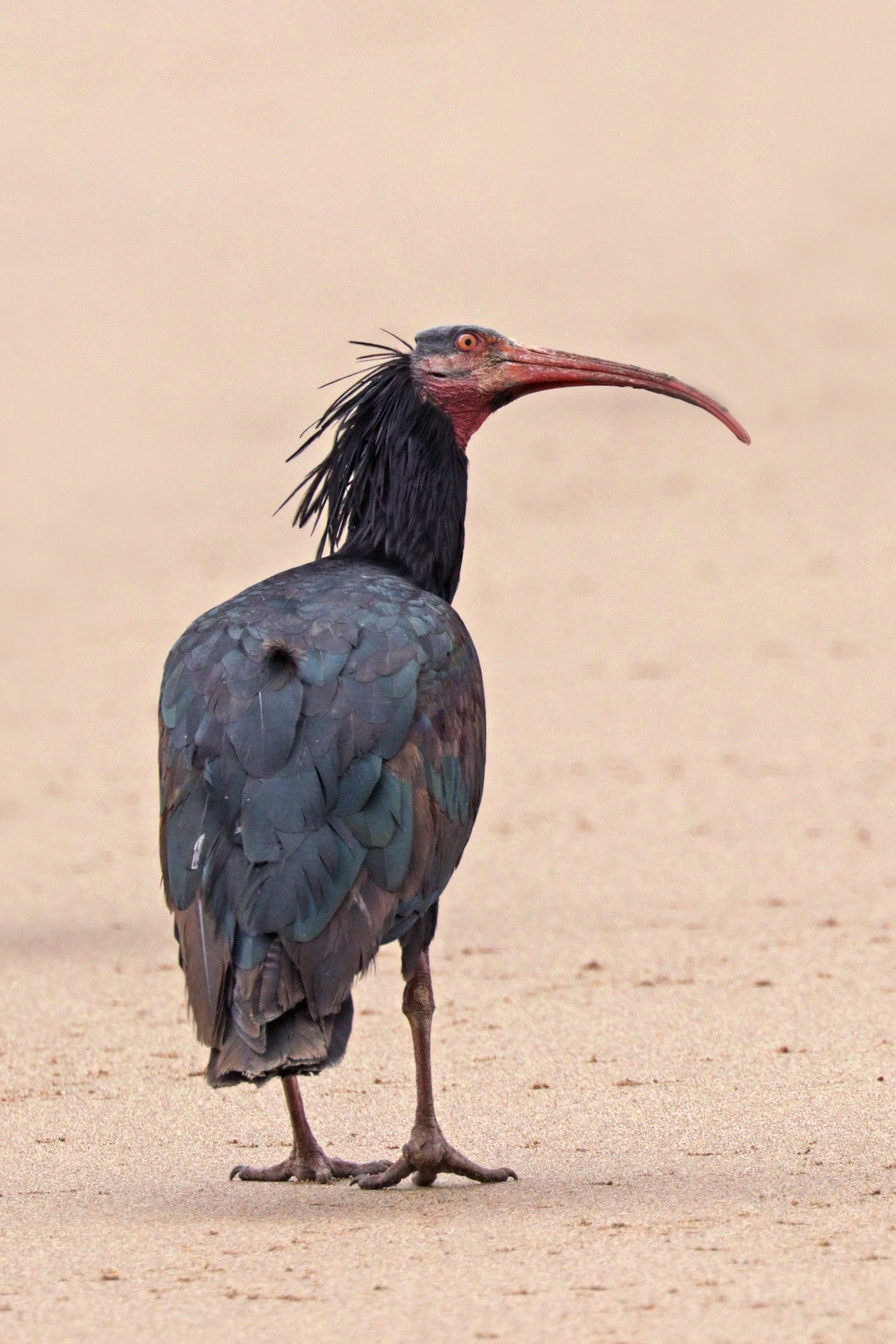
Ibis chauve (Geronticus eremita), Parc national de Souss-Massa, Maroc

### Statut et protection
La dernière population sauvage viable d'ibis chauve se trouve au parc national de Souss-Massa et le long de la côte voisine. Grâce aux efforts de conservation conjoints de l'administration marocaine et de BirdLife International parmi d'autres partenaires, les colonies sont surveillées. Les effectifs ont augmenté discrètement mais de façon continue.
L'équipement des ibis chauves avec des balises de géolocalisation a aussi permis de mieux connaître leurs déplacements au Maroc et en Syrie.

### Coopération au développement durable
Comme complément aux activités de conservation dans la région de Souss-Massa, l’équipe du parc national de Souss-Massa et SEO/BirdLife mènent des activités de développement économique et social avec la population locale pour améliorer d’un côté ses conditions de vie et, de l’autre, la qualité de l’habitat.

### Philatélie
L'oiseau figure sur les timbres-poste des pays suivants : Algérie (1982), Autriche (2006), Jersey (1979), Maroc (1975), Soudan (1990), Syrie (2004), Turquie (1976) et la République arabe du Yémen (1965 et surcharge de 1966). Ces pays sont des lieux de nidification ou de migration, à l'exception de l'Autriche où on tente de le réintroduire et de Jersey où un nombre réduit de spécimens vivent en captivité.